# Шрамбёк, Маргарете
Маргарете Шрамбёк (нем. Margarete Schramböck; род. 12 мая 1970, Санкт-Иоганн-ин-Тироль) — австрийская бизнес-менеджер и политик. С января 2020 года министр по цифровым и экономическим вопросам Австрии во втором правительстве Себастьяна Курца, а также в правительствах Александера Шалленберга и Карла Нехаммера; ранее с декабря 2017 по июнь 2019 годов занимала этот же пост в первом правительстве Курца. С мая 2016 по октябрь 2017 годов являлась главным исполнительным директором мобильного оператора «A1 Telekom Austria».

## Образование
Маргарете Шрамбёк родилась 12 мая 1970 года в австрийском Санкт-Иоганн-ин-Тироле; в 1989 году окончила городскую гимназию.
В 1994 году в Венском университете экономики и бизнеса защитила диссертацию о международном рынке алмазов, получив степень магистра социальных и экономических наук (Mag. rer. soc. oec.). В 1997 году там же получила степень доктора общественных и экономических наук (Dr. rer. soc. oec.) с диссертацией о будущем бизнес-консалтинга. В 1999 году получила степень MBA в Лионском университете.

## Карьера в частном секторе
С 1995 года Шрамбёк работала на различных должностях в компании «Alcatel»: с 1995 по 1997 год она являлась аудитором в Центральной и Восточной Европе, в 1997 году перешла в подразделение электронного бизнеса, где занимала должность руководителя отдела управления активами, а с 1999 года была директором по обслуживанию. В 2000 году была назначена исполнительным директором «NextiraOne Austria»; с 2008 по 2011 год также руководила «NextiraOne Germany». После того, как в 2014 году компания была продана «Dimension Data», Шрамбёк осталась на руководящем посту в качестве управляющей австрийским подразделением «Dimension Data Austria».
1 мая 2016 года Шрамбёк была назначена главой «A1 Telekom Austria», одного из крупнейших телекоммуникационных провайдеров страны. Первоначально предполагалось, что срок её полномочий продлится пять лет, однако 17 октября 2017 года (всего через два дня после парламентских выборов 2017 года в Австрии) «A1» подтвердила, что Шрамбёк покинет свой пост.

## Политическая карьера
Беспартийная Шрамбёк была близким доверенным лицом Йоханны Микль-Ляйтнер, бывшего министра внутренних дел Австрии. После выхода в отставку последней, Шрамбёк, вступив в Австрийскую народную партию, практически сразу была выбрана в качестве нового кандидата в министры.
При вступлении Себастьяна Курца на должность федерального канцлера Австрии 18 декабря 2017 года Маргарете Шрамбёк была утверждена в качестве нового министра науки, исследований и экономики; в январе 2018 года министерство было преобразовано в Министерство по цифровым и экономическим вопросам.

## Награды и премии
- 2017 — «Тиролец года»[12]
- 2017 — «Менеджер года» по версии Венского университета экономики и бизнеса[13]